# Crowell Island
Crowell Island är en ö i Kanada.   Den ligger i territoriet Nunavut, i den östra delen av landet, 2 000 km norr om huvudstaden Ottawa. Arean är 5,5 kvadratkilometer.
Terrängen på Crowell Island är platt. Öns högsta punkt är 90 meter över havet. Den sträcker sig 4,6 kilometer i nord-sydlig riktning, och 3,5 kilometer i öst-västlig riktning.
Trakten runt Crowell Island består i huvudsak av gräsmarker. Trakten runt Crowell Island är nära nog obefolkad, med mindre än två invånare per kvadratkilometer.